# Электрооборудование автомобиля
Электрообору́дование автомоби́ля — совокупность устройств, вырабатывающих, передающих и потребляющих электроэнергию на автомобиле.
Электрооборудование автомобиля представляет собой сложный комплекс взаимосвязанных электротехнических и электронных систем, приборов и устройств, обеспечивающих надежное функционирование двигателя, трансмиссии и ходовой части, безопасность движения, автоматизацию рабочих процессов автомобиля и комфортные условия для водителя и пассажиров.

## Параметры питания бортовой сети
Практически всегда для питания бортовых электроприёмников используется постоянное напряжение. На ранних автомобилях использовалось напряжение 6 В, сейчас преобладает напряжение 12 В на легковых автомобилях и лёгких грузовиках и 24 В на тяжёлых грузовиках и автобусах с дизельными двигателями.
Проводка обычно однопроводная — в качестве второго провода используется «масса» — металлический кузов и рама автомобиля. Это упрощает и удешевляет проводку, но снижает её надёжность в отношении коротких замыканий. К корпусу («массе») автомобиля подключают, как правило, отрицательные клеммы источника электроэнергии, это снижает коррозию металлических элементов кузова.
Напряжение бортовой сети 12 или 24 вольта — достаточно условно. Если указано, что сеть 12-вольтовая, то при работающем генераторе напряжение будет приблизительно в диапазоне 13,5 — 14 вольт, в зависимости от модели автомобиля и настройки регулятора напряжения. Если же сеть на 24 вольта, то в реальности напряжение сети будет 27-28 вольт.